# Вучевич, Горан
Го́ран Ву́чевич (хорв. Goran Vučević; 18 мая 1971, Сплит) — хорватский футболист, полузащитник. Провел несколько матчей за сборную Хорватии. В 1992 году был признан лучшим футболистом Хорватии.

## Карьера игрока

### Клубная карьера
Начал профессиональную футбольную карьеру в клубе «Хайдук» из Сплита, где стал одним из ключевых игроков команды. В 1992 году перешёл в испанскую «Барселону». Игроком этого клуба он оставался на протяжении пяти лет, однако будучи иностранным игроком так и не смог пробиться в основной состав, где в то время блистали такие звезды международного футбола, как Рональд Куман, Микаэль Лаудруп, Христо Стоичков, Ромарио, Георге Хаджи и Луиш Фигу. В этот период дважды Вучевич отправлялся в другие клубы на правах аренды — сначала в свой родной клуб, а позднее в испанскую «Мериду», пока наконец в 1997 году он не был продан в немецкий «Кёльн». В Германии он по прежнему не имел постоянного места в основе, даже после того, как его клуб вылетел из Бундеслиги. В 1999 году он вернулся в «Хайдук», где через несколько лет завершил карьеру футболиста.

### Карьера в сборной
В 1992 и 1993 году он сыграл четыре матча за сборную Хорватии по футболу, мячей при этом не забивал.

## Тренерская карьера
После завершения карьеры игрока он стал футбольным тренером и в мае 2008 года возглавил сплитский «Хайдук», однако уже в октябре того же года покинул клуб.